# Václav Martinec
Václav Martinec (5. března 1937 Praha – 5. srpna 2024 tamtéž) byl český režisér, choreograf, pedagog a herec.

## Život
Narodil se 5. března 1937 v Praze. Již jako dítě se věnoval mluvenému slovu, a to v Dismanově recitačním a dramatickém souboru. V rámci studentské aktivity vedl soubor lidových písní a tanců. Mimo jiné v této době absolvoval i tréninky v cirkusové škole.
V letech 1954–1959 studoval herectví pod vedením Vlasty Fabianové a Jarmily a Evy Kröschlové.
Po absolutoriu v roce 1959 odešel spolu s režisérem Janem Kačerem do Divadla Petra Bezruče v Ostravě, kde působil v letech 1959–1964. V roce 1967 vystupoval jako tanečník Laterny magiky na EXPO v Montréalu.
V roce 1969 založil spolu se Zdenou Bratršovskou, Františkem Hrdličkou a Milošem Horanským experimentální Bílé divadlo.
V roce 1973 založil soubor experimentálního pohybového divadla Křesadlo. Od roku 1975 až do sklonku života pracoval jako choreograf a režisér na volné noze. Na svém kontě měl 153 inscenací v roli režiséra, těch choreografických potom 85.
Věnoval se i činnosti pedagogické. V letech 1993–2003 působil jako učitel herectví a jevištní mluvy na JAMU v Brně. V roce 1996 byl jmenován docentem. Spolupracoval mimo jiné i s Pedagogickou fakultou Univerzity Hradec Králové, kde pomáhal budoucím učitelům v hlasové průpravě a kultivovaném mluveném projevu.

## Dílo
Publikoval odborné studie ve sbornících. Dvakrát přispěl do publikací školy herectví prof. Ivana Vyskočila (Zpráva o dílně na Divadelní fakultě JAMU v publikaci Psychosomatický základ veřejného vystupování, jeho studium a výzkum/2000; Homo ludens ve sborníku Hic sunt leones /O autorském herectví/2003).
- Lidské tělo (1975, 1988)
- Herecké techniky a zdroje herecké tvorby (2003)
- Učíme děti mluvit a vyprávět aneb Sedmero pohádek o sedmi kouzelnících (Albatros, 2015)[3]